# Márton Lajos (régész)
Márton Lajos (Abony, 1876. december 14. – Madrid, 1934. november 5.) régész, múzeumigazgató.

## Élete
Márton Ferenc (Abonyi Lajos) író fia. Jogi tanulmányokat végzett. 1902-től a Magyar Nemzeti Múzeum régiségtárának segédőre. 1911-től múzeumi őr és 1913-ban a régiségtár vezetésével bízták meg. 1928-tól a MNM címzetes igazgatója. Számos tanulmányutat tett, melyek során őskori régészettel foglalkozott. 
A Magyarország Vármegyéi és Városai sorozatban megírta Gömör (1903), Pest (1910) és Nógrád (1911) vármegyék őskorát. Tószegi ásatásai a bronzkor kutatása szempontjából jelentősek. Madridban egy régészeti kongresszus alkalmával hunyt el.

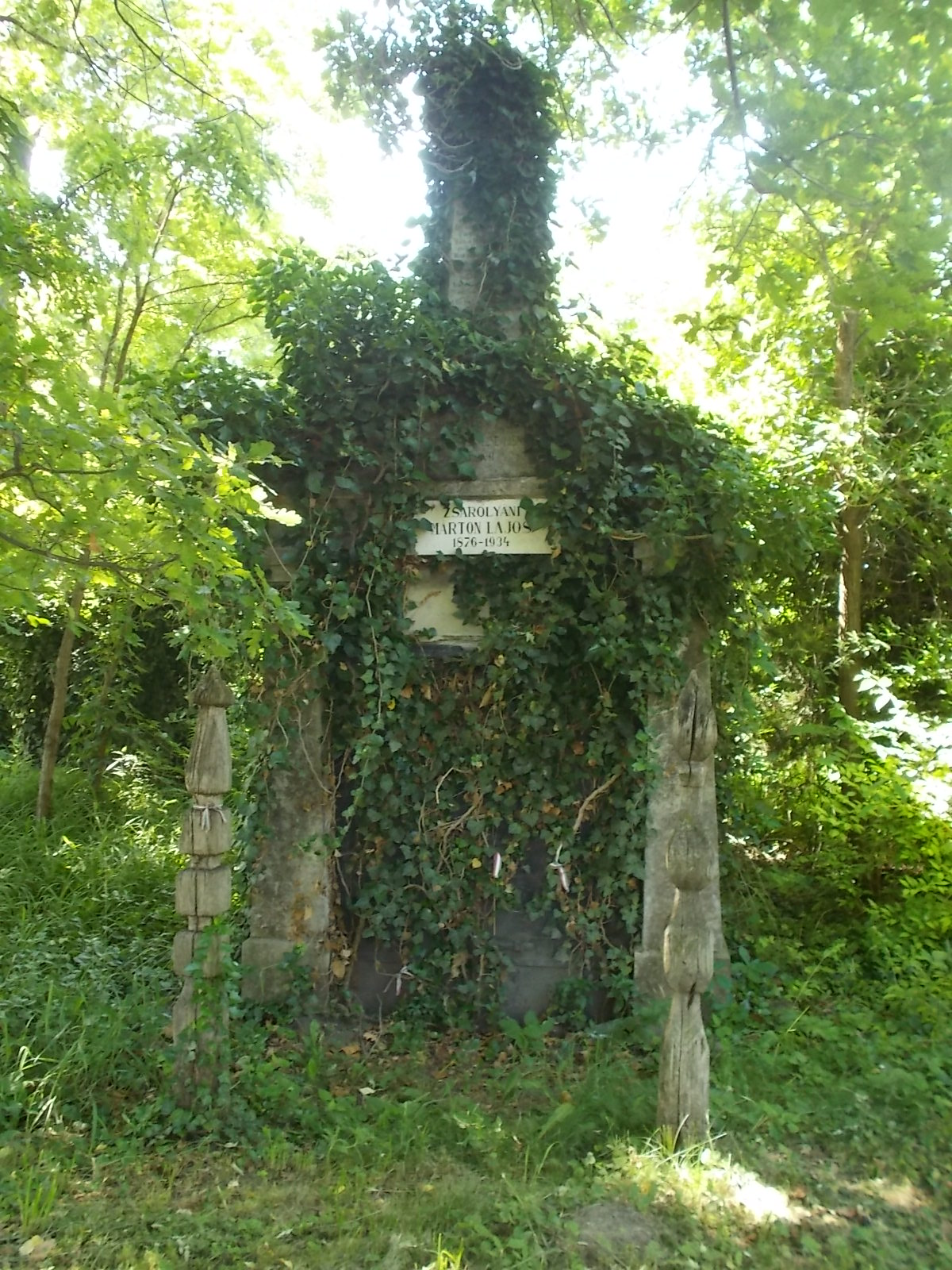
Sírja az abonyi református temetőben

## Művei
- 1913 Hampel József. Budapest.
- 1913 A magyarhoni fibulák osztályozása. Archaeologiai Értesítő
- 1934 A korai La Tène-kultúra Magyarországon. Budapest.
- 1934 A korai La Téne sirok leletanyaga. Das Fundinventar der Frühlatene-Gräber. Dolgozatok (Szeged) 9–10,. 93–165.